# Magnetoresistenza
La magnetoresistenza è la proprietà di alcuni materiali di cambiare il valore della loro resistenza elettrica in presenza di un campo magnetico esterno.  L'effetto venne scoperto da William Thomson (noto comunemente come Lord Kelvin) nel 1856 sebbene i primi materiali studiati mostrassero solo una variazione massima del 5% della resistenza elettrica. I materiali che mostrano queste variazioni vengono detti a magnetoresistenza ordinaria (OMR), ma recenti scoperte hanno portato alla scoperta della magnetoresistenza gigante (GMR), della magnetoresistenza colossale (CMR) e dell'effetto tunnel magnetico (TMR).